# Dineye
Dineye (auch: Dinaye, Diney, Dinney, Djénèy) ist ein Dorf in der Landgemeinde Kolléram in Niger.

## Geographie
Das von einem traditionellen Ortsvorsteher (chef traditionnel) geleitete Dorf liegt rund neun Kilometer südlich des Hauptorts Kolléram der gleichnamigen Landgemeinde, die zum Departement Mirriah in der Region Zinder gehört. Zu den größeren Orten in der Umgebung von Dineye zählt das etwa vier Kilometer entfernte Gouna im Südosten. Das Grundwasser im Siedlungsgebiet liegt in einer Tiefe von 25 bis 45 Metern. Die Wasserqualität ist durch Bakterien beeinträchtigt.

## Geschichte
Die Siedlung Dineye kam im frühen 19. Jahrhundert in den Herrschaftsbereich von Sélimane dan Tintouma, dem ersten Sultan von Zinder. James Richardson berichtete von seiner Afrikareise in den Jahren 1850 und 1851 über „Dunai“ als große Ortschaft auf der Route von Zinder nach Kano. In der bis 1960 währenden französischen Kolonialzeit war Dineye ein Zentrum des Erdnussanbaus in der Niger-Kolonie.
Bei einer Untersuchung im Jahr 1990 wurde beim Befall mit der Saugwürmer-Art Schistosoma haematobium unter den 10- bis 13-Jährigen im Ort eine Prävalenz von 72 Prozent festgestellt. In den Jahren 2000 bis 2002 erkrankten 39 Einwohner nach Infektionen durch den Guineawurm. Von einem Meningitis-Ausbruch in und um das Dorf waren Anfang 2021 über 200 Personen betroffen. Drei Menschen starben.

## Bevölkerung
Bei der Volkszählung 2012 hatte Dineye 3654 Einwohner, die in 661 Haushalten lebten. Bei der Volkszählung 2001 betrug die Einwohnerzahl 2939 in 530 Haushalten und bei der Volkszählung 1988 belief sich die Einwohnerzahl auf 2736 in 427 Haushalten.

## Wirtschaft und Infrastruktur
In Dineye wird Hirse angebaut. Mit einem Centre de Santé Intégré (CSI) ist ein Gesundheitszentrum im Ort vorhanden. Es gibt eine Schule. Der Staat unterhält eine kleine Solaranlage.

## Persönlichkeiten
Der Politiker Laouan Magagi wurde 1960 in Dineye geboren.